# Yasuko av Japan
Yasuko av Japan, född 1076, död 1096, var en japansk kejsarinna. Hon tjänstgjorde ceremoniellt som kejsarinna åt sin bror och fosterson kejsar Horikawa.
Hon beskrivs som sin fars favoritdotter. Hon tjänade som Saiin-prästinna 1078-86. Hennes far abdikerade år 1087 till förmån för hennes bror. Deras mor var död, och hon utnämndes på sin fars önskan till sin brors adoptivmor. År 1091 utsågs hon vid femton års ålder till sin då tolvåriga brors kejsarinna; de gifte sig inte, utan hon fick titeln för att utföra den ceremoniella uppgiften som kejsarinna vid hovet. Det skedde på hennes fars önskan, men utnämningen var kontroversiell vid hovet. Hon avsade sig titeln kejsarinna år 1093.